# (508) Princetonia
(508) Princetonia es un asteroide perteneciente al cinturón de asteroides descubierto el 20 de abril de 1903 por Raymond Smith Dugan desde el observatorio de Heidelberg-Königstuhl, Alemania.
Está nombrado por Princeton, nombre de una universidad de Estados Unidos.